# Odette
La Organización para el intercambio de datos por teletransmisión en Europa, referida por el acronismo Odette (del idioma inglés: Organisation for Data Exchange by Tele-Transmission in Europe) es una organización internacional de carácter privado constituida por representantes de empresas de la industria de automoción europeas a través de las asociaciones nacionales sectoriales. Con sede en Londres, fue fundada en 1984 como plataforma de colaboración entre sus  miembros para el desarrollo común de estándares en el campo de las comunicaciones EDI, evolucionando con el tiempo hacia el desarrollo de otras aplicaciones normalizadas y servicios asociados en e-commerce y e-logistics. Uno de los ejemplos de normalización ha sido el desarrollo del protocolo OFTP (Odette File Transfer Protocol). En España están representadas más de 200 empresas entre constructores y empresas auxiliares.

## Otros estándares sectoriales
- AIAG
- SWIFT
- TDCC
- DISH
- WINS